# Коллинз, Мишель (легкоатлетка)
Мишель Коллинз (англ. Michelle Collins; род. 12 февраля 1971, Зона Панамского канала) — американская легкоатлетка, специалистка по бегу на короткие дистанции. Выступала за сборную США по лёгкой атлетике в 1991—2004 годах, чемпионка мира, победительница Игр доброй воли и Всемирной Универсиады, серебряная призёрка Панамериканских игр, участница летних Олимпийских игр в Сиднее.

## Биография
Мишель Коллинз родилась 12 февраля 1971 года в Зоне Панамского канала.
Занималась лёгкой атлетикой во время учёбы в Хьюстонском университете, в составе местной команды Houston Cougars успешно выступала на различных студенческих соревнованиях.
Будучи студенткой, в 1991 году представляла США на Всемирной Универсиаде в Шеффилде, где завоевала бронзовую награду в зачёте эстафеты 4 × 400 метров.
В 1993 году вошла в основной состав американской сборной и выступила на чемпионате мира в Штутгарте — в беге на 400 метров дошла до стадии полуфиналов, в эстафете 4 × 400 метров бежала на предварительном квалификационном этапе, после чего американки победили в финале уже без её участия. В тех же дисциплинах была лучшей на домашней Универсиаде в Буффало.
В 1994 году на Играх доброй воли в Санкт-Петербурге одержала победу сразу в двух дисциплинах: эстафетах 4 × 100 и 4 × 400 метров. Также была пятой в эстафете на Кубке мира в Лондоне.
В 1997 году вместе с соотечественницами стала серебряной призёркой в эстафете 4 × 400 метров на чемпионате мира в Афинах (участвовала только в предварительном забеге).
В 1999 году в эстафете 4 × 400 метров взяла бронзу на чемпионате мира в помещении в Маэбаси, получила серебро на Панамериканских играх в Виннипеге и на чемпионате мира в Севилье. В Виннипеге также выиграла серебряную медаль в индивидуальном беге на 400 метров.
В мае 2000 года на Гран-при Японии в Осаке завоевала серебряную награду и установила свой личный рекорд на 400-метровой дистанции — 50,11. Позднее в той же дисциплине выиграла бронзовую медаль на чемпионате США в Сакраменто и тем самым удостоилась права защищать честь страны на летних Олимпийских играх в Сиднее. На Олимпиаде, однако, не смогла пройти дальше предварительного квалификационного этапа.
В 2001 году на чемпионате мира в Эдмонтоне дошла до полуфинала в беге на 400 метров и стала четвёртой в эстафете 4 × 400 метров. Выиграла эстафету на Играх доброй воли в Брисбене.
В 2003 году превзошла всех соперниц в беге на 200 метров на чемпионате мира в помещении в Бирмингеме, показав время выше национального рекорда — 22,18. Но этот результат так и не был ратифицирован как рекорд из-за участия спортсменки в допинговом скандале.
Хотя Коллинз ни разу не проваливала допинг-тест, Американское антидопинговое агентство выявило факт её сотрудничества c компанией BALCO, которая тайно занималась поставками запрещённых веществ ведущим американским атлетам. Было доказано применение тетрагидрогестринона и эритропоэтина — спортсменку отстранили от участия в соревнованиях на восемь лет, а её результаты в 2002—2004 годах аннулировали. Она подала апелляцию и сумела добиться сокращения срока дисквалификации до четырёх лет, хотя карьера в лёгкой атлетике для неё на этом всё равно закончилась.